# Expédition de Corée
Ne doit pas être confondu avec Expédition française en Corée.
L'Expédition de Corée (coréen : 신미양요, hanja 辛未洋擾, romanisation : Sinmiyangyo) est la première intervention militaire américaine dans la péninsule coréenne. L’expédition se déroule du 1er juin au 3 juillet 1871 principalement sur et autour de l'île de Kanghwa. Les buts de l'expédition sont de soutenir une délégation diplomatique américaine envoyée établir des relations commerciales et politiques avec la dynastie Joseon, de déterminer le sort du navire marchand Général Sherman, et d'établir un traité d'aide aux naufragés. 
Après l'attaque de deux navires américains par des batteries côtières  coréennes le 1er juin, et sans excuse officielle de la part des Coréens, les Américains lancent une expédition punitive dix jours plus tard. La nature isolationniste du gouvernement et de la dynastie Joseon ainsi que l’assurance des Américains ont conduit à un malentendu entre les deux parties transformant une expédition diplomatique en un conflit armé. À partir du 10 juin, environ 650 Américains débarquent et capturent plusieurs forts, tuant plus de 200 soldats coréens. La Corée continue cependant  à refuser de négocier avec les États-Unis jusqu'en 1882.

### Articles
- (en) Gordon H. Chang, « Whose "Barbarism"? Whose "Treachery"? Race and Civilization in the Unknown United States-Korea War of 1871 », Journal of American History, vol. 89, no 4,‎ mars 2003, p. 1331-1365 (JSTOR 3092545)
- (en) Kim Young-Sik, « The early US-Korea relations : Excerpt from "A Brief History of the US-Korea Relations Prior to 1945" », Association for Asian Research,‎ 25 juillet 2003 (lire en ligne, consulté le 12 octobre 2015)

### Ouvrages
- (en) Yŏng-ho Ch'oe, William Theodore De Bary, Martina Deuchler et Peter Hacksoo Lee, Sources of Korean Tradition : From the Sixteenth to the Twentieth Centuries, New York, Columbia University Press, 2000, 487 p. (ISBN 978-0-231-12030-2, OCLC 248562016, lire en ligne)
- (en) Ki-baek Lee (trad. E.W. Wagner, E.J. Shultz), A new history of Korea (rev. ed.), Séoul, Ilchogak, 1984 (ISBN 89-337-0204-0)
- (en) Andrew C. Nahm, Korea : A history of the Korean people (2nd ed.), Séoul, Hollym, 1996, 631 p. (ISBN 1-56591-070-2)
- (en) Carolyn A. Tyson, Marine Amphibious Landing in Korea, 1871, Naval Historical Foundation Publication, 1966, 32 p. (lire en ligne)
- Charles Dallet, Histoire de l’Église de Corée, vol. 2, Librairie Victor Palmé, 1874 (lire sur Wikisource), p. 586-588